# قرون التفريغ

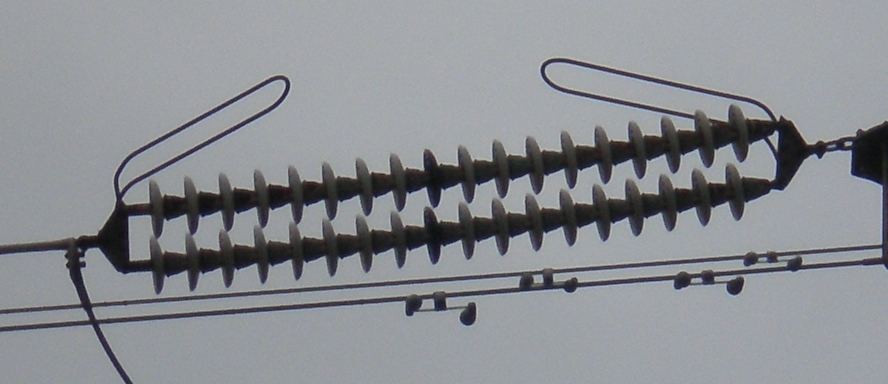
قرون تفريغ على جانبي سلسلة عوازل تعليق جهد عالي

قرون التفريغ (بالإنجليزية: Arcing horns)‏ هم عن زوجين من الموصلات (عادة حديدية) تستخدم لحماية العوازل المركبة على أنظمة النقل الكهربائية ذات الجهد العالي من التخريب خلال حصول وميض (بالإنجليزية: flashover)‏.
أي جهد زائد على خطوط النقل بسبب ضربات البرق أو الأعطاب الكهربائية أو عمليات إغلاق أو فتح دوائر (المكثفات خاصة) يسبب حدوث قوس كهربائي أو وميض بين العوازل التي يمكن أن تلحق الضرر بهم.
قرون التفريغ تشجع الومضة الكهربائية كي تحدث بين القرون نفسها بدلاً من حصولها عبر سطح العوازل التي تقوم بحمايتها. 
أي أن وظيفة قرون التفريغ هي تفريغ أي شحنة كهربائية ناتجة عن زيادة أرتفاع الجهد الغير عادي فقط ولا علاقة لها بتوزيع الجهد عبر العوازل.

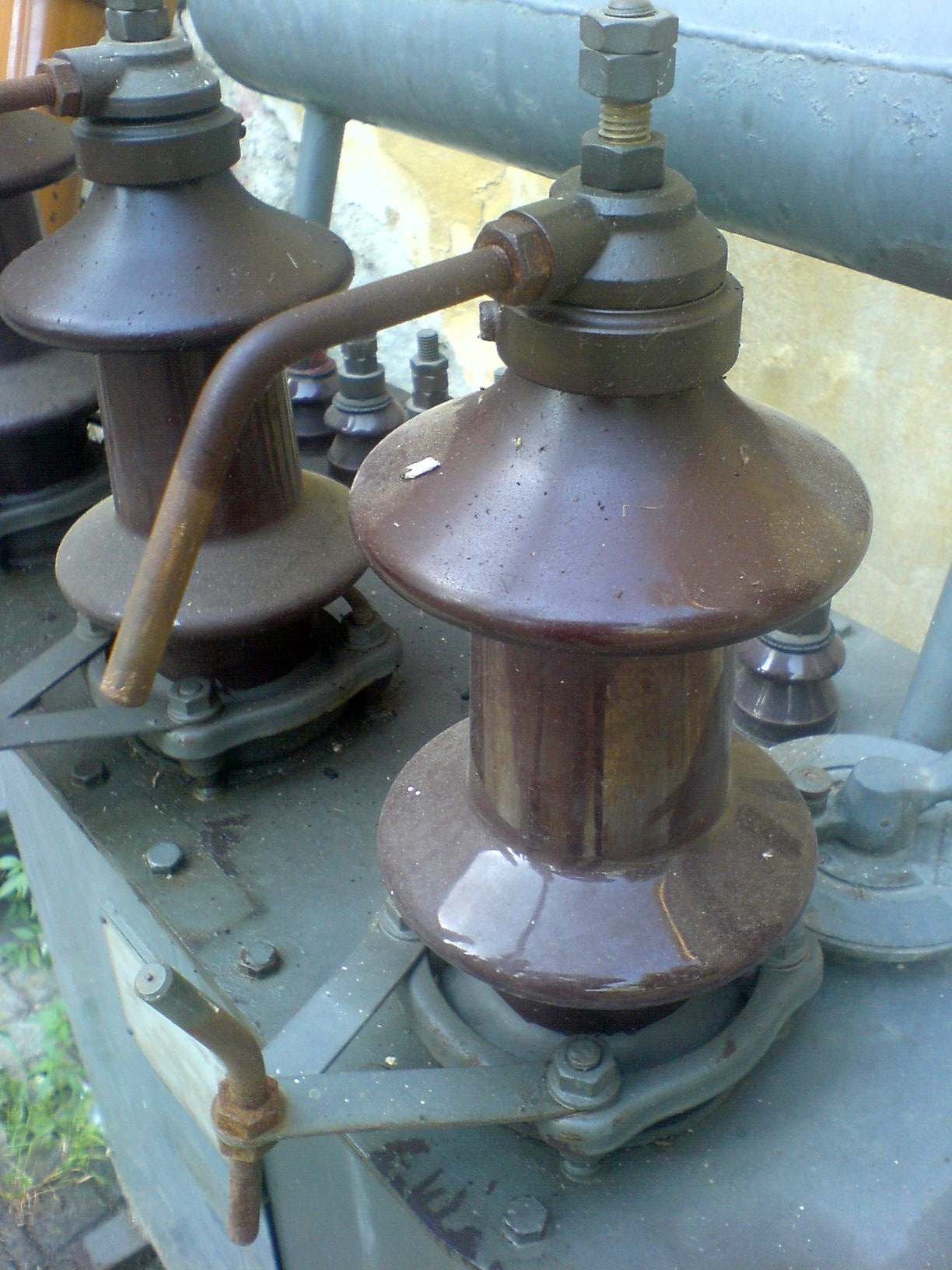
قرون تفريغ على جانبي جلبة محول توزيع